# Synaptonemaler Komplex

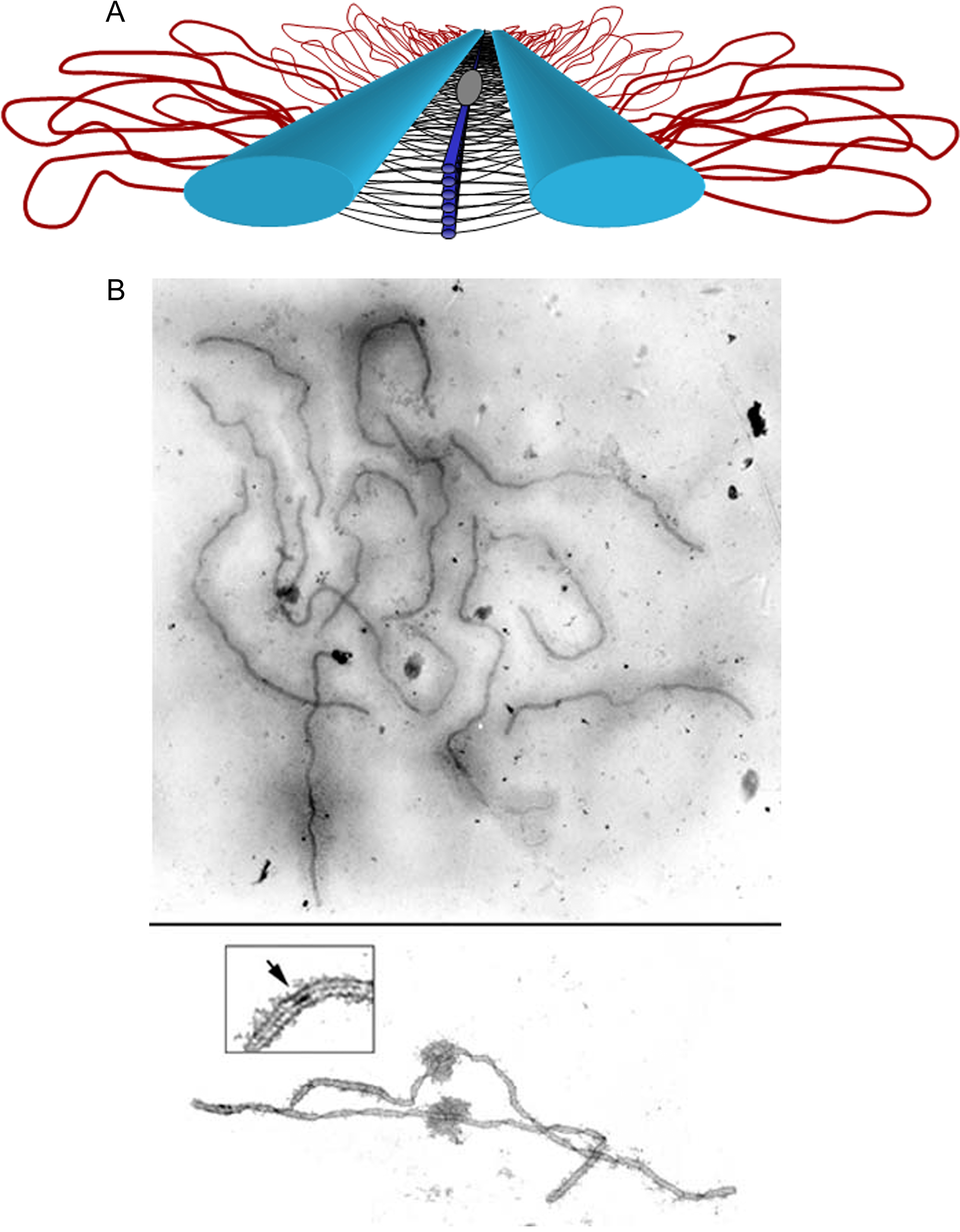
A. Modell des Synaptonemalen Komplexes mit Zentralelement (dunkelblau) und Lateralelement (hellblau). B. Mikroskopische Aufnahmen synaptonemaler Komplexe der Tomate, oben mit Chromatin„scheiden“, unten ohne

Als synaptonemaler Komplex, seltener auch synaptischer Komplex, wird in der Zellbiologie eine Struktur aus Proteinen, RNA und DNA bezeichnet, die während einer bestimmten Phase der Meiose im Zellkern vorliegt und bei der Paarung von Chromosomen eine Rolle spielt.
Die komplexe Proteinstruktur vermittelt während der Prophase der Meiose I die exakte Paarung homologer Chromosomen, Synapsis genannt. Im Zygotän der Prophase I wird die Struktur von den an der inneren Kernmembran fixierten Chromosomenenden her reissverschlussähnlich aufgebaut. Im anschließenden Pachytän bildet sie dann eine Art Gerüst, das eine kontrollierte Interaktion der jeweils zwei (teils über Cohesin miteinander verbunden) Schwesterchromatiden der beiden Chromosomen in homologen Abschnitten erlaubt. Damit wird der Vorgang eines Crossing Over von Nicht-Schwesterchromatiden erleichtert, der zur Vermischung vormals väterlicher und mütterlicher Erbinformation führt (intrachromosomale Rekombination). Die vier Chromatiden einer Tetrade werden hierbei an einigen bestimmten Stellen durch den etwa 100–300 nm breiten Komplex zusammengehalten und einander zugeordnet. In diesem Stadium liegen andere Chromatidenanteile noch als aufgelockertes Chromatin vor, in dem sich dann ein Crossover ereignen kann.
Der bei allen bisher untersuchten Organismen gleichartig aufgebaute synaptonemale Komplex ergibt sich aus einer dreigliedrigen parallelen Anordnung seiner Elemente, wobei zwei Reihen von lateralen Elementen eine zentrale Elementreihe in konstantem Abstand beidseits flankieren. Die verknüpften Elemente dieser Struktur zeigen damit das Bild einer Leiter mit Mittelholm. Dieser und die Leitersprossen werden vom sogenannten Zentralelement gebildet. Über die Sprossen ist es mit den beiden seitlichen Holmen verbunden, die vom sogenannten Lateralelement gebildet werden. Diesen Seitenelementen sind einerseits (väterliche) Schwesterchromatiden des einen und andererseits (mütterliche) Schwesterchromatiden des anderen Chromosoms angelagert. Im Querschnitt ergibt sich so folgende Reihenfolge: väterliche Schwesterchromatiden 1+2 – laterales Element – zentrales Element – laterales Element – mütterliche Schwesterchromatiden 3+4, beziehungsweise umgekehrt.
In der Zentralelementreihe werden öfters in größeren Abständen voneinander Umkopplungsknoten ausgebildet, auch Rekombinationsknoten genannt. Hier findet für die Rekombination nach einem Crossover die sogenannte Umkopplung statt (zum Chiasma). Dabei werden Genomabschnitte von Nicht-Schwesterchromatiden gegeneinander getauscht, also Abschnitte einer mütterlichen Chromatide über den Zentralelementbereich hinweg gegen homologe Abschnitte einer väterlichen Chromatide ausgetauscht wie umgekehrt. Nach der Chromosomenpaarung im Pachytän löst sich der synaptonemale Komplex wieder auf. Würde der Komplex bestehen bleiben, könnten die vier Chromatiden einer Tetrade weder getrennt noch verteilt werden.

## Entstehung und Funktion
Die Vorläuferstrukturen des synaptonemalen Komplexes bilden sich bereits im Stadium des Leptotäns der Reifeteilung. Die Schwesterchromatiden der Chromosomen verdichten sich und lagern sich zu einem sogenannten Lateralelement zusammen, einer Struktur, die im Elektronenmikroskop an die linke oder rechte Hälfte eines Reißverschlusses erinnert. Ein jeder „Zahn“ dieser Reißverschlusshälfte wird Synaptomer genannt und besteht aus stark verdichtetem Chromatin und zusätzlichen Proteinen.
Während der Homologenpaarung (Synapsis) lagert sich jeweils ein Lateralelement mit seinem homologen Partner zusammen (also das väterliche mit dem mütterlichen Chromosom). Die Synapsis beginnt an den Enden der Lateralelemente, welche sich, gleich einem sich schließenden Reißverschluss, immer weiter zusammenlagern. Hierbei spielt die Information auf den sich zusammenlagernden DNA-Strängen eine steuernde Rolle, da sich meist nur Abschnitte mit „vergleichbarer“ Information zusammenfinden.
Sind die Lateralelemente beisammen (der Reißverschluss an einer Stelle geschlossen), so bildet sich zwischen den Lateralelementen ein Proteinband aus (das Zentralelement). Mit der Ausbildung des Zentralelementes ist der synaptonemale Komplex fertiggestellt. Die gesamte Struktur hält nun für eine gewisse Zeit die homologen DNA-Abschnitte der väterlichen und mütterlichen Erbinformation räumlich beisammen und ermöglicht so den Austausch von homologen väterlichen und mütterlichen Genabschnitten.